# سباق البحر المتوسط

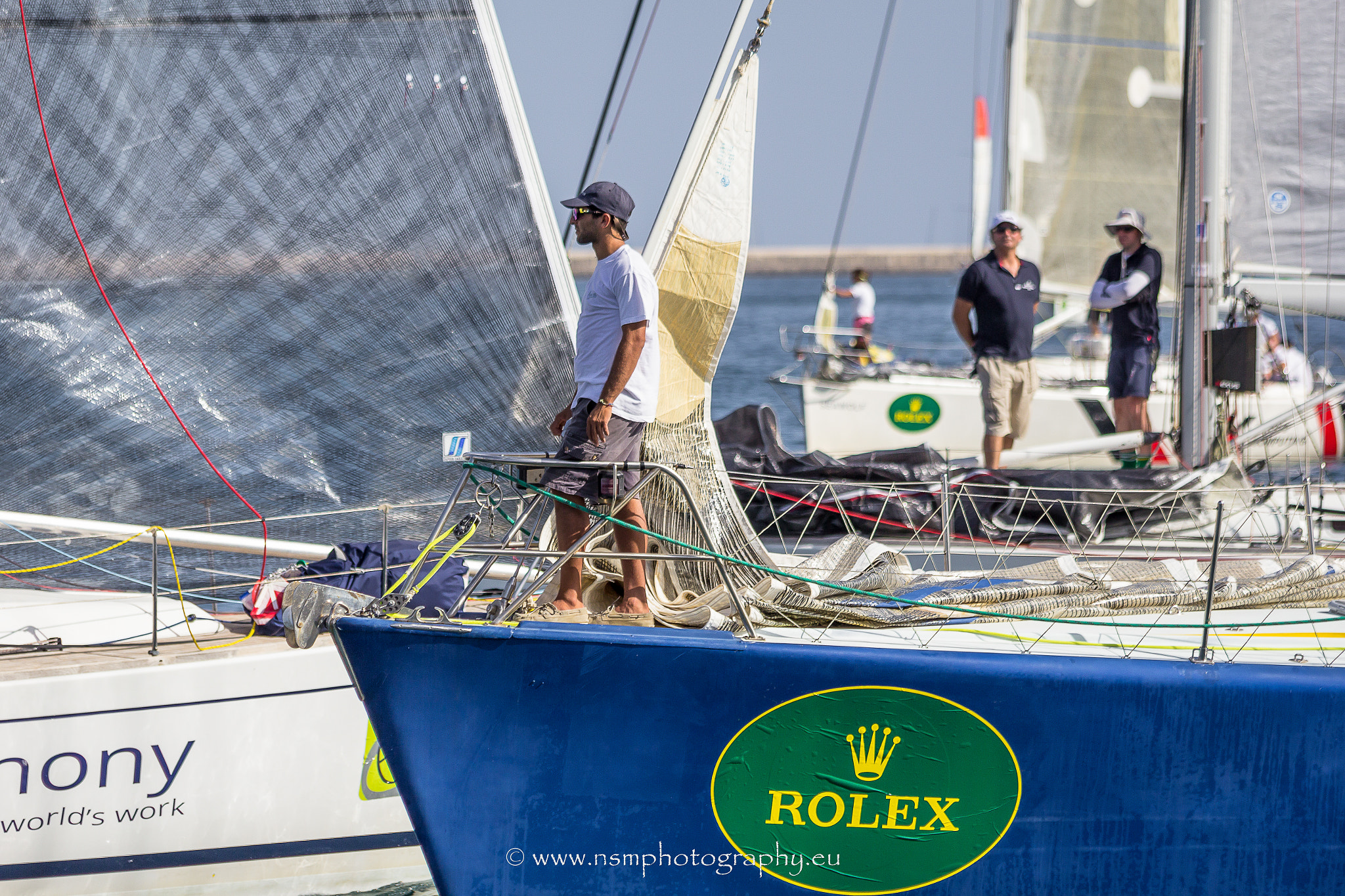
صورة من على متن يخت خلال سباق البحر المتوسط عام 2014

سباق البحر المتوسط ، أو سباق رولكس، هو سباق يخوت ينظمه نادي مالطا الملكي لليخوت. شارك في تأسيس السباق في عام 1968 نادي رويال مالطا لليخوت ونادي رويال أوشن ريسينغ.
يبدأ السباق على طول 607 ميل (977 كم) وينتهي في مالطا، ويأخذ الأسطول في اتجاه عقارب الساعة حول صقلية، إيطاليا.